# Starets
Een starets (Russisch: старец, "oudere" - staritsa: ста́реца, vrouwelijk - startsi: meervoud - staretsendom: старчество ста́рец)  is een geestelijk leider in een Russisch-orthodox klooster. Meestal een oude monnik, veelal geen priester, die, na een leven van stilzwijgend gebed, een apostolisch mens wordt, gezegend met de door Christus aan de apostelen beloofde charismata. Er worden bovennatuurlijke gaven aan hem toegekend zoals genezende krachten, profetieën, exorcisme en spirituele raadgevingen en voornamelijk het charisma van de onderscheiding der geesten en de genezing van de zieken en daardoor begenadigd met het vermogen om Gods wil te herkennen. Hij heeft inzicht in Gods plan. Een starets wordt niet aangeduid door een autoriteit, maar manifesteert zichzelf als geïnspireerd door de Heilige Geest. Hij wordt een starets als het volk hem erkent als starets. Hij ontvangt bezoekers, onderhoudt zich met hen, neemt de biecht af, bidt en zegent. Het is geen officiële titel, maar staretsen worden door leken geraadpleegd en hebben vaak een belangrijke rol bij het nemen van belangrijke besluiten in het geestelijk leven van de gelovigen.
Schrijvers als Nikolaj Gogol, Aleksej Chomjakov, Leo Tolstoj en Konstantin Leontjev zochten advies bij staretsen. Het personage Zosima uit De gebroeders Karamazov van Fjodor Dostojevski was een starets, gebaseerd op de heilige startsi Ambrosius en Makarius van Optina Poestin. Grigori Raspoetin had de allure van een starets, maar werd niet algemeen erkend.
In de Grieks-Orthodoxe Kerk wordt een starets geronta (Grieks: γέροντα, Géronta (mv. Γέροντας, Gérontas, vrouwelijke vorm Γερόντισσα, Gérontissa) genoemd.